# سنكاسار
سنكاسار (بالكردية: سەنگەسەر‏) هي بلدة صغيرة في إقليم كردستان العراق، تقع على بعد حوالي 110 كيلومترًا شرق أربيل و120 كيلومترًا شمال السليمانية.
في أواخر الثمانينيات، قام صدام حسين بتهجير سكان البلدة قسرًا لإجلاء الأكراد من الحدود الشرقية مع إيران.
في عام 2007، تم تهجير 1800 شخص من سنكاسار ومن منطقة دولي شهيدان في محافظة أربيل بسبب القصف التركي. ووفقًا لتقرير موقع "ReliefWeb"، قُتلت امرأة واحدة وأصيب عدة أشخاص. كما قُتل أكثر من 200 رأس من الماشية. وأفاد مختار إحدى القرى بأن ستة جسور تربط بين عدة قرى قد دُمّرت، بالإضافة إلى تدمير مدرسة محلية.
في عام 2017، حدث زلزال صغير في سنكاسار، ولم يسفر عن أي خسائر بشرية.
وفي عام 2019، تعرضت المنطقة لقصف متكرر من قبل القوات التركية، مما أدى إلى وقوع العديد من الضحايا المدنيين. وصرح نهرو عبد الله، رئيس بلدية سنكاسار، لقناة كردستان24 بأن القصف التركي قد زاد في تلك السنة مقارنة بالسنوات السابقة. كما أفادت شبكة رووداو الإعلامية بأن الطائرات الحربية التركية قصفت قرية سرجنيل، التي تبعد حوالي 15 كم شمال سنكاسار، في نوفمبر 2019. وذكر نهرو عبد الله لرووداو أن "الطائرات الحربية التركية قصفت القرية ست مرات". بينما ادعت تركيا أنها تستهدف مقاتلي حزب العمال الكردستاني (PKK) في المنطقة، وأكد المحليون لوسائل الإعلام الكردية أنه لا توجد قواعد لحزب العمال الكردستاني في تلك المنطقة.

## وصلات خارجية
- طائرات الاحتلال التركي تقصف قرية بإقليم كردستان
- عضو بالاستخبارات التركية.. وكالة روج نيوز تكشف عن هوية الشخص الذي شن هجوماً في مدينة السليمانية